# Hwado-eup
Hwado-eup (koreanska: 화도읍) är en köping i kommunen Namyangju i  provinsen Gyeonggi i den norra delen av Sydkorea, 30 km nordost om huvudstaden Seoul.